# Eratoneura hartii
Eratoneura hartii är en insektsart som först beskrevs av David D. Gillette 1898.  Eratoneura hartii ingår i släktet Eratoneura och familjen dvärgstritar. Inga underarter finns listade i Catalogue of Life.